# Калейдоскоп
Калейдоскопът е кръг от огледала, съдържащ цветни обекти с различна форма като мъниста, камъчета и парченца от стъкло. Когато зрителят гледа от едната страна, светлината прониква от другия край, създавайки цветни модели поради отраженията от огледалата. Изобретен е през 1817 г. от шотландски изобретател сър Дейвид Брюстър. Думата „калейдоскоп“ произлиза от древногръцките καλ(ός) (красота, красив), είδο(ς) (форма) и -σκόπιο (инструмент за изследване) или още „уред за наблюдаване на красиви форми.“